# Gmina Rozprza
Gmina Rozprza là một gmina nông thôn (khu hành chính) ở hạt Piotrków, Łódź Voivodeship, ở miền trung Ba Lan. Khu vực hành chính của nó là làng Rozprza, nằm khoảng 12 kilômét (7 mi) về phía nam của Piotrków Trybunalski và 55 km (34 mi) về phía nam của thủ phủ khu vực Łódź.
Gmina có diện tích 162,5 kilômét vuông (62,7 dặm vuông Anh) và tính đến năm 2006, tổng dân số của nó là 12.039 người.

## Làng
Gmina Rozprza chứa các làng và các khu định cư như Adolfinów, Bagno, Bazar, Biała Roza, Białocin, Bogumiłów, Bryszki, Budy, Budy Porajskie, Cekanów, Cieślin, Dzięciary, Gieski, Ignaców, Janówka, Kęszyn, Kisiele, lười biếng Duże, Łochyńsko, Longinówka, Lubień, Magdalenka, Mierzyn, Mierzyn-Kolonia, Milejów, Milejowiec, Nowa Wies, Nowa Wola Niechcicka, Pieńki, Rajsko Duże, Rajsko Nam, Romanówka, Rozprza, Stara Wies, Stara Wola Niechcicka, Stefanówka, Straszów, Straszówek, Świerczyńsko, Truszczanek, Wroników và Zmożna Wola.

## Gmina lân cận
Gmina Rozprza giáp với thành phố Piotrków Trybunalski và với các gmina khác như Gorzkowice, Kamieńsk, ki Szlacheckie, Ręczno, Sulejów và Wola Krzysztoporska.